# پرایوت وینگز
پرایوت وینگز (به انگلیسی: Private Wings) یک شرکت هواپیمایی با کد یاتا 8W است که در تاریخ ۱۹۹۱ میلادی تأسیس شده است. دفتر مرکزی پرایوت وینگز در برلین، آلمان واقع شده‌است و قطب این شرکت هواپیمایی در فرودگاه برلین شونفلد قرار دارد.